# Eruciforme

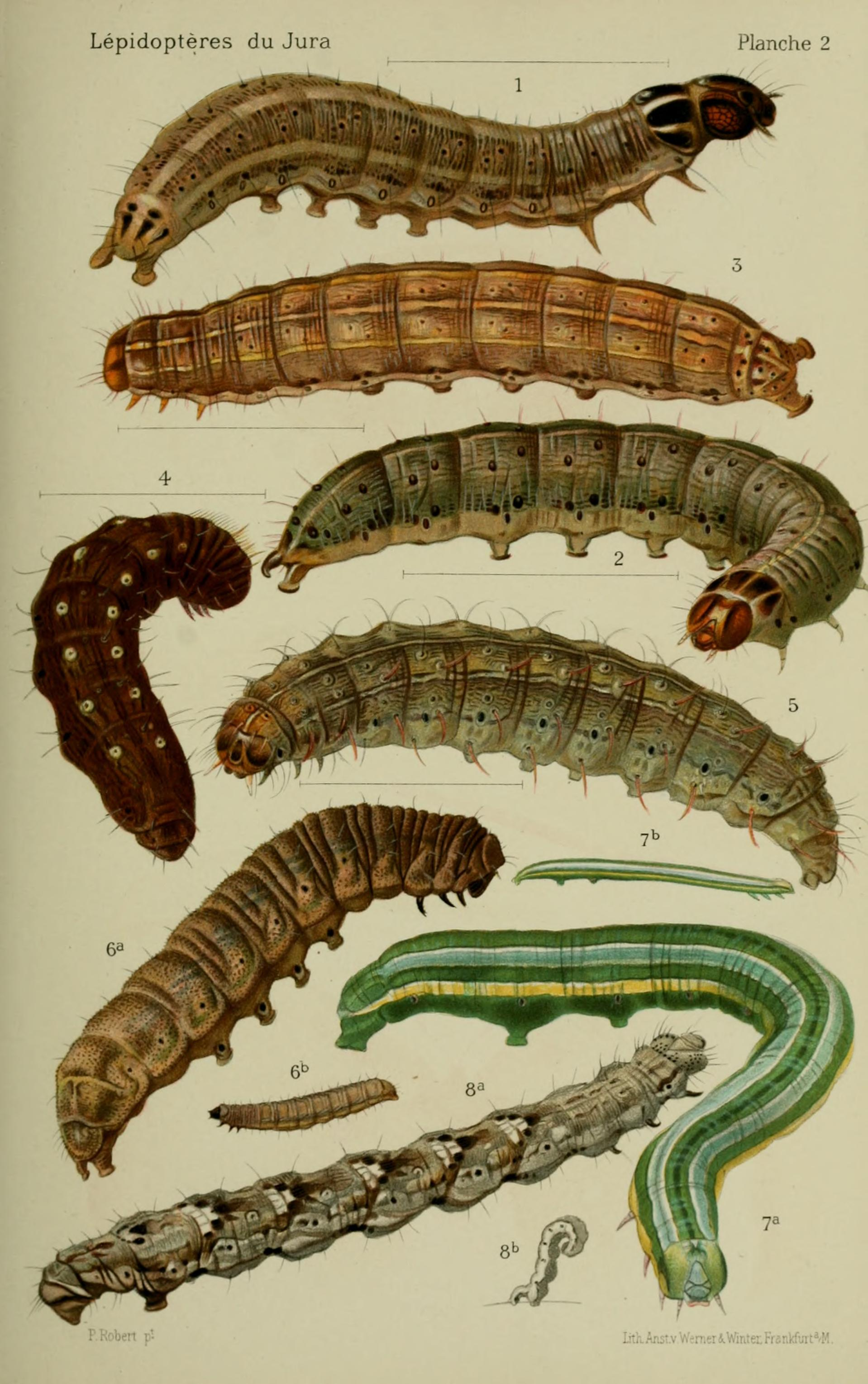
Orugas. 1. Hadena basilinea. 2. Hadena hepatica. 3. Hadena illyrica. 4. Caradrina respersa. 5. Caradrina alsines. 6, a, b. Caradrina gluteosa. 7, a, b. Pungeleria capreolaria, 8, a, b. Cidaria tophaceata.

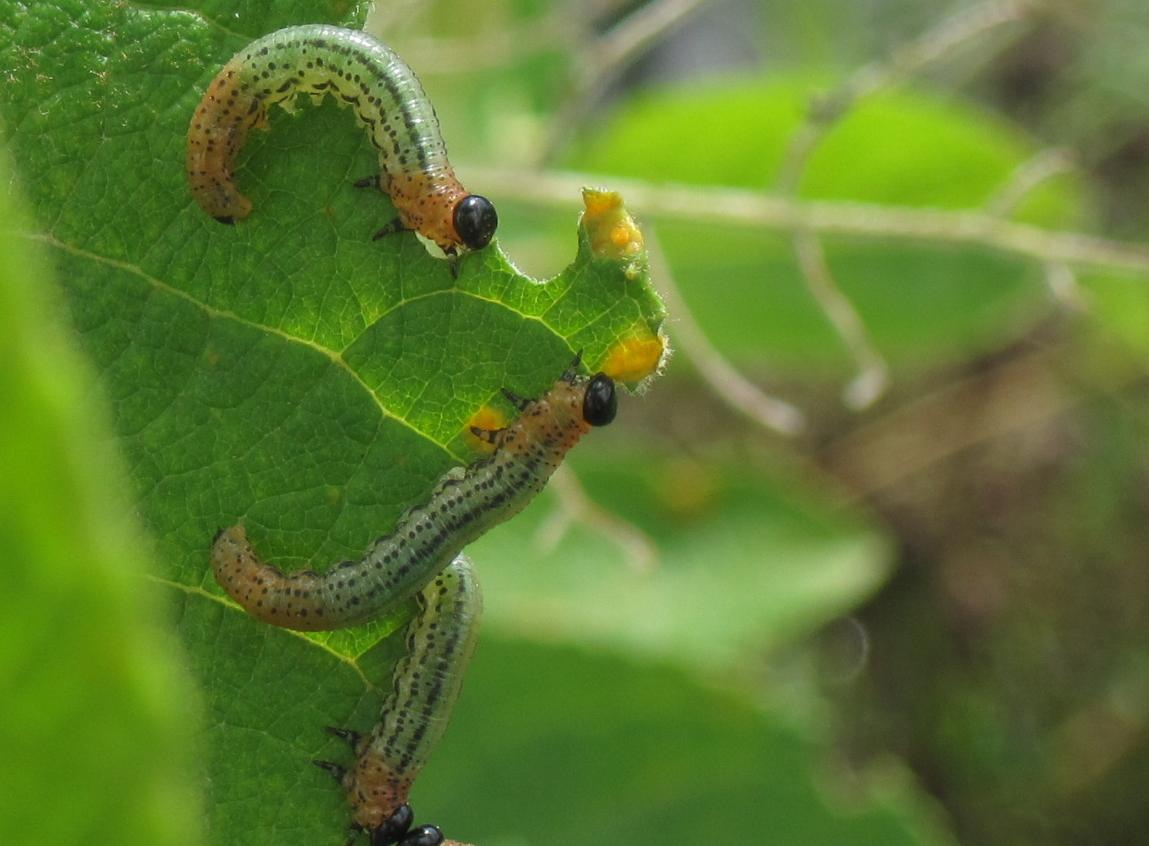
Larvas de Symphyta o avispa sierra, con apariencia de orugas

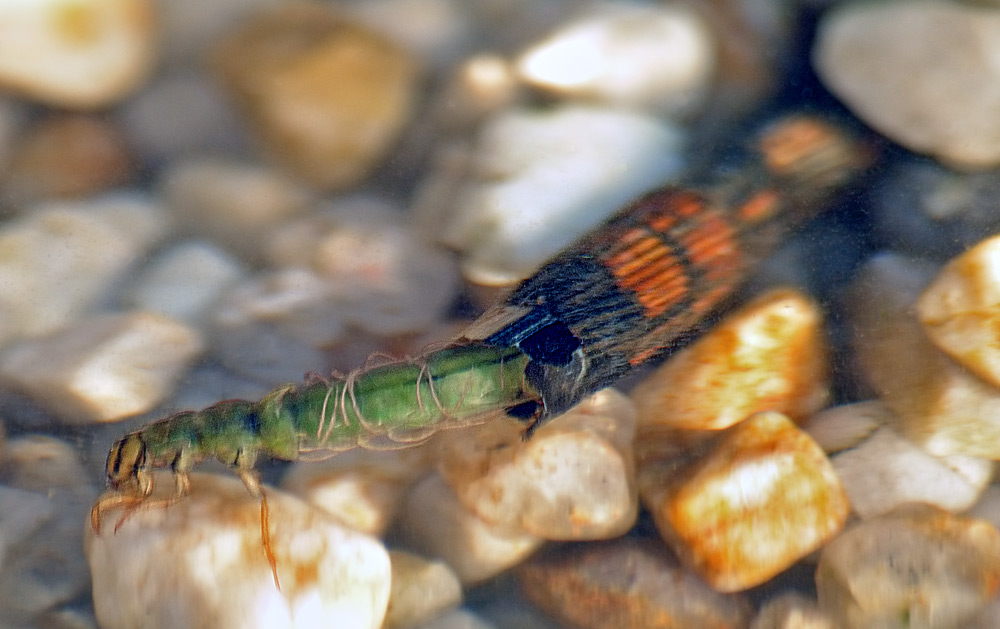
Larva de Trichoptera, asomando de su capullo

Eruciforme (literalmente "con forma de oruga") es el  término que se usa en entomología para ciertos tipos de larvas de insectos.

## Origen y aplicación
La palabra "eruciforme" quiere decir "con forma de oruga" (del latín "eruca").
La semejanza a las orugas es relativa; no todas las orugas tienen la misma forma y muchas larvas tienen una mayor o menor similitud a las orugas. Por ejemplo las larvas de gorgojos (Curculionidae) suelen ser llamada eruciformes ápodas, porque carecen de patas. Las larvas de escarabajos (familia Scarabaeidae) están curvadas en forma de C y reciben el nombre de larvas escarabeiformes.

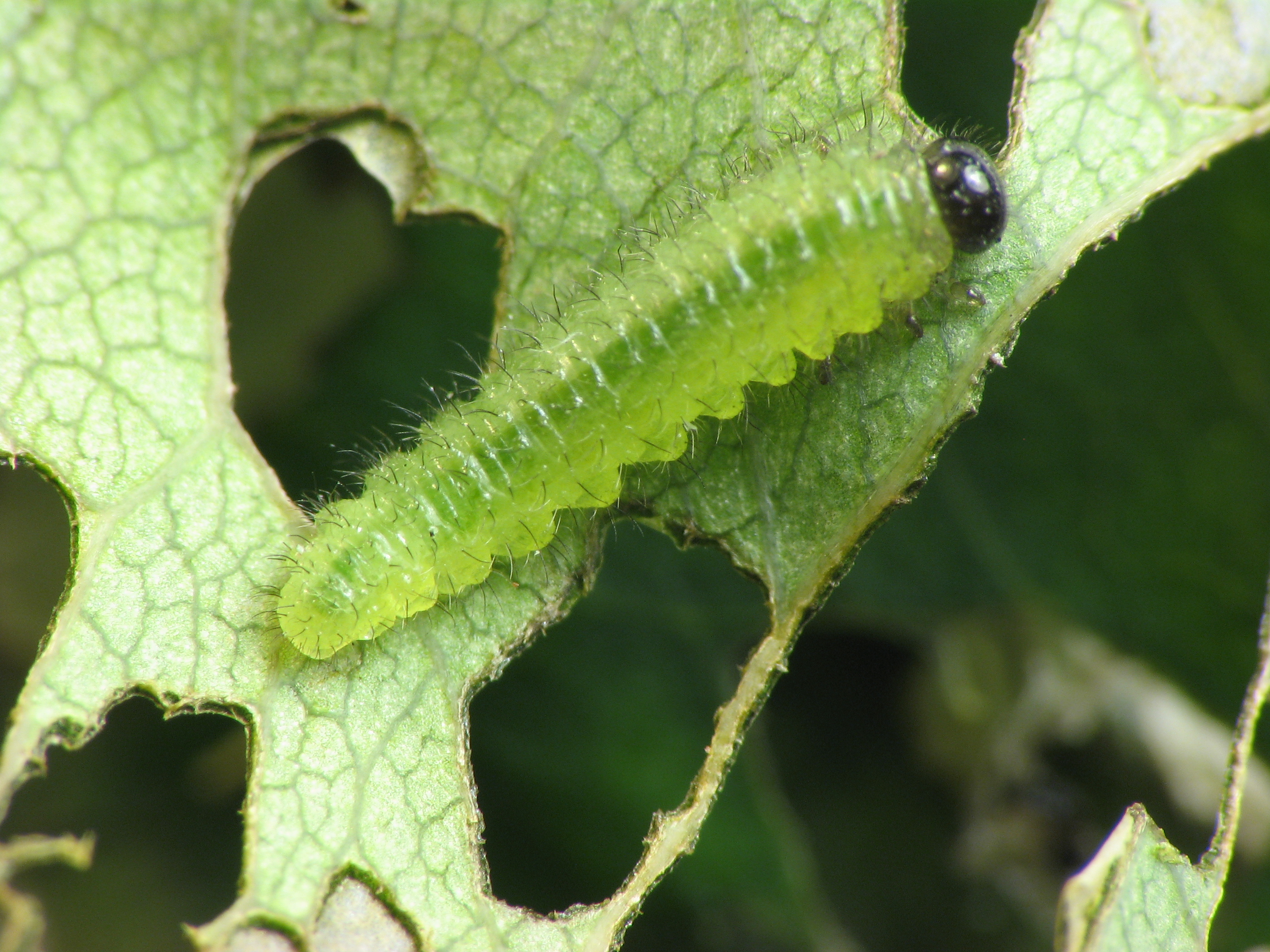
Larva eruciforme de Symphyta, Cladius difformis

## Variaciones
Algunas larvas de la familia Chrysomelidae son llamadas eruciformes, si bien son mucho más cortas que la mayoría de las orugas, con el abdomen hinchado y sin patas abdominales. Las larvas de Cerambycidae, en cambio, tienen más apariencia eruciforme y se las suele llamar eruciformes ápodas.
Sin lugar a dudas las larvas que más se asemejan a las orugas son las larvas de avispas sierra (Symphyta) y las de Trichoptera. Las larvas de moscas sierras tienen siete patas falsas en el abdomen mientras que las orugas nunca tienen tantas.